# Юджин Омалла
Юджин Омалла (англ. Eugene Omalla; нар. 5 жовтня 2000) — нідерландський (із 8 квітня 2024) легкоатлет угандійського походження, який спеціалізується у бігу на короткі дистанції.

## Спортивні досягнення
Олімпійський чемпіон зі змішаного естафетного бігу 4×400 метрів (2024).
Рекордсмен Африки з бігу на 400 метрів на короткій доріжці (45,18i; 2024).
Рекордсмен Європи зі змішаного естафетного бігу 4×400 метрів (3.07,43; 2024).

## Відео
- Фінальний олімпійський забіг зі змішаного естафетного бігу 4×400 метрів на YouTube